# David Terrien
 (mars 2016).
Si vous disposez d'ouvrages ou d'articles de référence ou si vous connaissez des sites web de qualité traitant du thème abordé ici, merci de compléter l'article en donnant les références utiles à sa vérifiabilité et en les liant à la section « Notes et références ».
David Terrien, né le 27 octobre 1976 à Nantes, est un pilote automobile français.

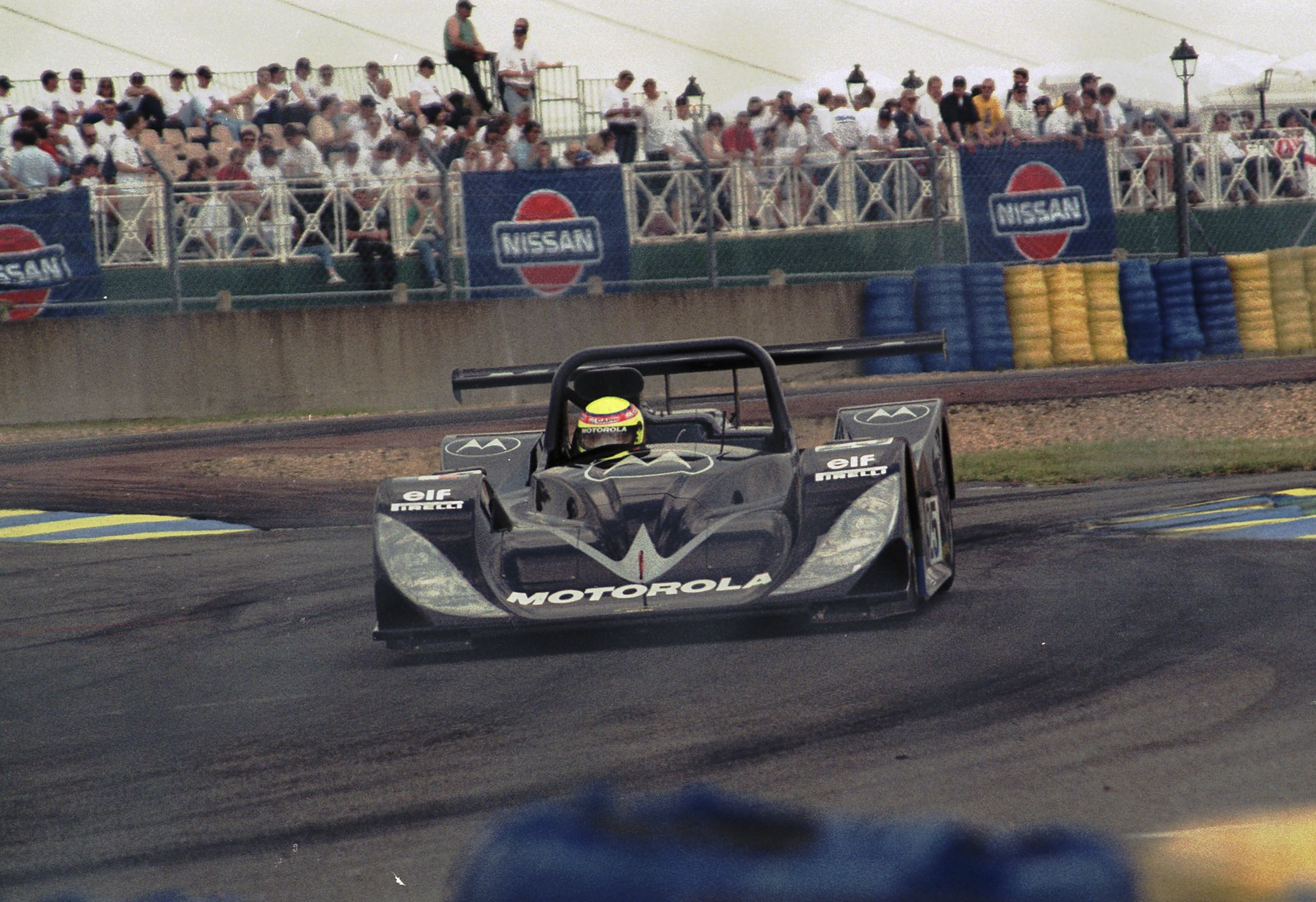
La Lola B90/10 pilotée par David Terrien aux 24 Heures du Mans 1999.

## Biographie
David Terrien commence la compétition en karting à l'âge de dix ans et les premières victoires arrivent très vite puisqu'en 1988, il devient champion de France minime. En 1991, il monte sur ses premiers podiums mondiaux et européens, ce qui le conduit en 1993 au titre de Champion du monde de karting Formule A (le deuxième français après Collard), tout en étant également champion de France Junior. En 1994, il remporte le Grand Prix Alain Prost et le Elf Masters Kart Indoor de Paris-Bercy, qu'il gagnera de 1994 à 1997. 
En 1995, il décide de se lancer dans la monoplace et signe avec l'écurie Graff Racing pour un volant en Formule Ford et devient l'année suivante, champion de France et d'Europe en Formule Ford. Son passage en Formule 3 est assuré pour la saison 1997 et il obtient ses premiers podiums en 1998 sans arriver à concrétiser. Il finira troisième du championnat de France. En parallèle, il obtient la victoire en catégorie Groupe N  aux 24 Heures de Spa-Francorchamps et est classé dixième au général.
En 1999, il est engagé par l'écurie Dams pour piloter une Formule 3000, mais les résultats sont mitigés. Toujours pour Dams, il participe à ses premiers 24 Heures du Mans sur une Lola-Judd.
En 2000, il oriente sa carrière vers l'endurance. Il signe chez JB Racing pour piloter une  Ferrari 333 SP en championnat du monde des voitures de sport (SWRC) et devient champion du monde de cette catégorie. Aux 24 Heures du Mans 2000, il abandonne au volant d'une Reynard ROC-VW. Il participe à sa première course GT pendant les 6 Heures de Vallelunga au volant d'une Ferrari 360 Modena GT.
En 2001, David Terrien reçoit sa troisième couronne internationale en remportant le Championnat FIA N-GT (2e division). Il abandonne, encore une fois, aux 24 Heures du Mans, au volant d'une Chrysler Viper GTS-R de l'équipe de France FFSA.
La saison suivante, en 2002, au volant d'une Chrysler Viper GTS-R de Larbre Compétition, il remporte les 24 Heures de Spa-Francorchamps et finit second du championnat FIA GT.
Pour la saison 2003, il retourne chez JMB Racing et pilote une Ferrari 550 Maranello puis une 360 Modena, mais il doit s'arrêter pour des problèmes de budget après avoir couru six courses. Il finira 25e aux 24 Heures du Mans 2003 à bord d'une Ferrari 360 Modena.
En 2004, il signe avec Scuderia Veregra pour la dernière course du championnat FIA GT, sur une Chrysler Viper GTS.
Depuis, il est organisateur de compétitions de karting à travers le monde et est chargé de missions à la Fédération française du sport automobile (FFSA).
En 2008, il participe au nouveau championnat Speedcar Series, une compétition dans laquelle s'affrontent des voitures assez similaires à celles de la NASCAR Nationwide Series. Au volant de la voiture no 20, il se classe vice-champion derrière Johnny Herbert.
De puis le milieu des années 2000, David Terrien est installé à Dubaï et tente de développer le karting au Moyen-Orient.

## Statistiques

### Résultats au Mans
| Année | Équipe                     | Voiture               | Équipier                | Équiper               | Classement | Cause d’abandon |
| ----- | -------------------------- | --------------------- | ----------------------- | --------------------- | ---------- | --------------- |
| 1999  | Team DAMS                  | Lola B98/10           | Christophe Tinseau      | Franck Montagny       | Abandon    | Casse moteur    |
| 2000  | Racing Organisation Course | Reynard 2KQ-LM (de)   | Jean-Denis Delétraz     | Ralf Kelleners        | Abandon    | Casse moteur    |
| 2001  | Equipe de France FFSA      | Chrysler Viper GTS-R  | Jonathan Cochet         | Jean-Philippe Dayraut | Abandon    | Accident        |
| 2003  | JMB Racing                 | Ferrari 360 Modena GT | Fabrizio De Simone (de) | Fabio Babini          | 25e        |                 |